# 7426-os mellékút (Magyarország)
A 7426-os számú mellékút egy 5,5 kilométer hosszú, négy számjegyű országos közút Zala vármegyében. Fő funkciója, hogy Lenti térségét kapcsolja össze a 86-os főúttal.

## Nyomvonala
A 7416-os útból ágazik ki, annak 3,800-as kilométerszelvényénél, Lenti északi külterületén, kelet felé. Nem sokkal később a kezdetinél északabbi irányt vesz és 500 méter után beér Lentikápolna házai közé; ott kezdetben a Petőfi tér nevet veszi fel és ismét keletnek fordul. Keresztez egy patakot, majd egy kereszteződéshez ér: a 7426-os számozás innen északnak folytatódik, míg a keleti irányban, egyenesen továbbhaladó út a 7422-es számozást viseli.
A neve innen Kápolnai út, egészen addig, amíg el nem hagyja a település lakott területeit, nagyjából az 1,800-as kilométerszelvényénél. 2,3 kilométer után lép át Kerkabarabás területére, a község házait 3,2 kilométer után éri el. A település lakott területeinek a nyugati szélén húzódik, Petőfi utca néven. Utolsó száz méterét már Zalabaksa külterületén teljesíti. A 86-os főútba torkollva ér véget, annak 13,200-as kilométerszelvényénél, ez utóbbi község legdélebbi házai előtt.
Teljes hossza, az országos közutak térképes nyilvántartását szolgáló kira.gov.hu adatbázisa szerint 5,459 kilométer.

## Települések az út mentén
- Lenti
- Lentikápolna
- Kerkabarabás
- Zalabaksa